# Sonexay Siphandone
Sonexay Siphandone (en lao : ສອນໄຊ ສີພັນດອນ), né le 26 janvier 1966, est un homme politique laotien, membre du Parti révolutionnaire populaire lao. Il est président du Conseil des ministres depuis le 30 décembre 2022.

## Biographie
Il est le fils de Khamtay Siphandone.  Il est élu membre du comité central du PRPL lors du 8e congrès en 2006, puis membre du bureau politique lors du 10e congrès en 2016. Vice-Premier ministre à partir d'avril 2016, il est nommé Premier ministre le 30 décembre 2022 par le président Thongloun Sisoulith et confirmé par un vote de l'Assemblée nationale avec 149 voix sur 151.